# Guardian Nunatak
Der Guardian Nunatak (englisch für Beschützer-Nunatak) ist ein 210 m hoher Nunatak an der Dufek-Küste in der antarktischen Ross Dependency. Er ragt aus einem vereisten, sich nach Ostnordost erstreckenden Bergkamm des Mount Robert Scott auf, der bis zum Westrand des Hood-Gletschers nahe dessen Einmündung in das Ross-Schelfeis reicht.
Teilnehmer der New Zealand Alpine Club Antarctic Expedition (1959–1960) benannten ihn nach seiner geographischen Position am Zugang zum Hood-Gletscher.